# Sebastian Bergier
Sebastian Bergier (Breslavia, 20 dicembre 1999) è un calciatore polacco, attaccante del Widzew Łódź.

## Carriera
Cresciuto nel settore giovanile dello Śląsk Breslavia, il 20 dicembre 2017 firma il primo contratto professionistico con il club della Slesia, di durata triennale. Il 21 giugno 2018 passa in prestito allo Stal Mielec; il 21 dicembre seguente si trasferisce, sempre a titolo temporaneo, al Wigry Suwałki. Rientrato allo Śląsk, viene impiegato prevalentemente con la seconda squadra; il 23 giugno 2020 prolunga il proprio contratto fino al 2023.
L'11 febbraio 2023 si trasferisce al GKS Katowice, con cui firma un biennale Dopo essersi messo in mostra come uno dei migliori giocatori della squadra, il 14 maggio 2025 viene tesserato dal Widzew Łódź, con cui si lega fino al 2028.

## Statistiche

### Presenze e reti nei club
Statistiche aggiornate al 19 agosto 2025.
| Stagione               | Squadra                | Campionato             | Campionato | Campionato | Coppe nazionali | Coppe nazionali | Coppe nazionali | Coppe continentali | Coppe continentali | Coppe continentali | Altre coppe | Altre coppe | Altre coppe | Totale | Totale | Totale |
| Stagione               | Squadra                | Comp                   | Pres       | Reti       | Comp            | Pres            | Reti            | Comp               | Pres               | Reti               | Comp        | Pres        | Reti        | Pres   | Reti   |        |
| ---------------------- | ---------------------- | ---------------------- | ---------- | ---------- | --------------- | --------------- | --------------- | ------------------ | ------------------ | ------------------ | ----------- | ----------- | ----------- | ------ | ------ | ------ |
| 2017-2018              | Śląsk Breslavia        | EK                     | 9          | 0          | CP              | 0               | 0               | -                  | -                  | -                  | -           | -           | -           | 9      | 0      |        |
| lug.-dic. 2018         | Stal Mielec            | IL                     | 14         | 0          | CP              | 1               | 0               | -                  | -                  | -                  | -           | -           | -           | 15     | 0      |        |
| dic. 2018.-2019        | Wigry Suwałki          | IL                     | 4          | 0          | CP              | -               | -               | -                  | -                  | -                  | -           | -           | -           | 4      | 0      |        |
| 2019-2020              | Śląsk Breslavia        | EK                     | 11         | 0          | CP              | 0               | 0               | -                  | -                  | -                  | -           | -           | -           | 11     | 0      |        |
| 2020-2021              | Śląsk Breslavia        | EK                     | 2          | 0          | CP              | 1               | 0               | -                  | -                  | -                  | -           | -           | -           | 3      | 0      |        |
| 2021-2022              | Śląsk Breslavia        | EK                     | 2          | 0          | CP              | 0               | 0               | UECL               | 1                  | 0                  | -           | -           | -           | 3      | 0      |        |
| 2022-feb. 2023         | Śląsk Breslavia        | EK                     | 7          | 0          | CP              | 2               | 1               | -                  | -                  | -                  | -           | -           | -           | 9      | 1      |        |
| Totale Śląsk Breslavia | Totale Śląsk Breslavia | Totale Śląsk Breslavia | 31         | 0          |                 | 3               | 1               |                    | 1                  | 0                  |             | -           | -           | 35     | 1      |        |
| feb.-giu. 2023         | GKS Katowice           | IL                     | 15         | 6          | CP              | -               | -               | -                  | -                  | -                  | -           | -           | -           | 15     | 6      |        |
| 2023-2024              | GKS Katowice           | IL                     | 33         | 13         | CP              | 0               | 0               | -                  | -                  | -                  | -           | -           | -           | 33     | 13     |        |
| 2024-2025              | GKS Katowice           | EK                     | 22         | 9          | CP              | 2               | 0               | -                  | -                  | -                  | -           | -           | -           | 22     | 2      |        |
| Totale GKS Katwovice   | Totale GKS Katwovice   | Totale GKS Katwovice   | 70         | 28         |                 | 2               | 0               |                    | -                  | -                  |             | -           | -           | 72     | 28     |        |
| 2025-2026              | Widzew Łódź            | EK                     | 4          | 3          | CP              | 0               | 0               | -                  | -                  | -                  | -           | -           | -           | 4      | 3      |        |
| Totale carriera        | Totale carriera        | Totale carriera        | 123        | 31         |                 | 6               | 1               |                    | 1                  | 0                  |             | -           | -           | 130    | 32     |        |